# Michael Schultz
Michael Schultz (Milwaukee, 10 novembre 1938) è un regista e produttore cinematografico statunitense.

## Filmografia parziale

### Cinema
- Cooley High (1975)
- Car Wash (1976)
- Which Way Is Up? (1977)
- Sgt. Pepper's Lonely Hearts Club Band (1978)
- Scavenger Hunt (1979)
- L'ultimo drago (The Last Dragon) (1985)
- Krush Groove (1985) - anche produttore
- Come ammazzare un miliardario e morire dal ridere (Disorderlies) (1987) - anche produttore
- Livin' Large! (1991)
- Woman Thou Art Loosed (2004)

### Televisione
- La famiglia Brock (Picket Fences) – serie TV, 7 episodi (1992-1995)
- Shock Treatment – film TV (1995)
- Sisters – serie TV, 3 episodi (1995-1996)
- Terra promessa (Promised Land) – serie TV, 4 episodi (1996-1997)
- Chicago Hope – serie TV, 4 episodi (1994-1998)
- Il tocco di un angelo (Touched by an Angel) – serie TV, 7 episodi (1995-2003)
- The Practice - Professione avvocati (The Practice) – serie TV, 8 episodi (1997-2001)
- Ally McBeal – serie TV, 7 episodi (1997-2001)
- JAG - Avvocati in divisa (JAG) – serie TV, 3 episodi (1997-2002)
- Everwood – serie TV, 16 episodi (2002-2005)
- Brothers & Sisters - Segreti di famiglia (Brothers & Sisters) – serie TV, 13 episodi (2007-2010)
- Chuck – serie TV, 3 episodi (2010-2011)
- Make It or Break It - Giovani campionesse (Make It or Break It) – serie TV, 4 episodi (2011-2012)
- Arrow – serie TV, 6 episodi (2012-2015)
- The Mysteries of Laura – serie TV, 3 episodi (2014-2015)